# Zintan
Zintan (Az ou Ez ou Al Zintan ou Zintan ou Zentan ou Zenten), (arabe : الزنتان) est une ville du nord-ouest de la Libye située dans le massif de Nefoussa et appartenant au district de Al Djabal al Gharbi à environ 160 km au sud-ouest de la capitale Tripoli.
En 2011, Zintan est la première ville de l'Ouest à se rallier à la révolte libyenne de 2011 dès le 16 février et en écho à la contestation partie de Benghazi le 15 février. Puis Zintan est le théâtre d'affrontements entre forces pro-Kadhafi et insurgés, notamment le 17 février, lorsqu'une brigade envoyée par le colonel Kadhafi est mise en échec. Les mois suivants, Zintan oppose une vive résistance aux assauts répétés des troupes pro-Khadafi, avec l'aide des villes voisines de Nalut et Yefren et soutenus par les frappes aériennes de l'OTAN.

## Sources et références
- (en) Cet article est partiellement ou en totalité issu de l’article de Wikipédia en anglais intitulé « Az Zintan » (voir la liste des auteurs).

1. ↑  Article AFP du 01/03/2011 sur le site L'Express.fr

### Articles des wikipédias
- Al Djabal al Gharbi
- Djebel Nefoussa
- (en) La bataille d'Az Zintan pendant la révolte de 2011